# Barrio Belisario (Cúcuta)
Belisario es un barrio de la ciudad colombiana de Cúcuta.

## Historia
La invasión de este sector comenzó en 1980, en terrenos propiedad del municipio. Orfalis González, una de las fundadoras, contó que antes de ponerle el nombre, le enviaron una carta al entonces presidente Belisario Betancur preguntándole si no habría inconveniente, y respondió que así se podría llamar cualquier persona, y así quedó. Inicialmente traían agua en pimpinas desde la avenida Kennedy y la mayoría llevaba la ropa a lavar hasta El Rodeo.
Las calles en un comienzo eran "trochas" y una de las características era que había muchos espinos. Uno de los primeros habitantes del sector expresó que: 

" Cúcuta tiene la ventaja que acoge a todo el que llega. Tengo que agradecerle mucho a esta ciudad, porque aquí tengo mi rancho, y nosotros lo hicimos a mano, porque no conocíamos a nadie"
Anónimo

En 1986, se inició el servicio energía eléctrica. El Colegio Hermano Rodulfo Eloy, además de ofrecer capacitación académica a los jóvenes del sector, se ha preocupado por el crecimiento social de la comunidad.
- Datos: Q5720258